# Beznák Mihály
Beznák Mihály (Besznyákfalva, 1702. február 14. – Nyitra, 1774. február 10.) választott püspök.

## Élete
Nyitrán, Nyitraszerdahelyen, majd ismét Nyitrán tanult. Az evangélikus hitről katolizált, amiért szülei kitagadták. Fölvették a nyitrai szemináriumba, majd a Pázmáneum növendékeként filozófiából doktorált. 1726-ban Erdődy László Ádám nyitrai püspök szentelte pappá. Udvari káplán, majd 1728-1741 között berencsi plébános volt. 1732-ban Nagyszombatban teológiából doktorált. 1736-tól tiszteletbeli, 1741-től nyitrai kanonok. Esterházy Imre esztergomi érsek oldalkanonokja, landeki címzetes prépost, 1768-tól fárói választott püspök.
Édesanyját és 6 fivérét a katolikus hitre térítette. Utóda a fárói címben 1805-től Raffay Imre volt.